# Lost City (meteoryt)
Lost City – meteoryt kamienny należący do chondrytów oliwinowo-bronzytowych grupy H5, spadły 3 stycznia 1970 roku w okolicach miasta Lost City w stanie Oklahoma w USA. Przelot meteorytu Lost City był pierwszym zarejestrowanym przez kamery Preriowej Sieci Bolidowej USA przelotem bolidu w Stanach Zjednoczonych. Na miejscu spadku znaleziono cztery fragmenty meteorytu o łącznej masie 17 kg. Największy okaz ważył 9,8 kg.  